# Seznam náboženských a církevních staveb v Paříži
Seznam náboženských a církevních staveb v Paříži obsahuje stavby sloužící k náboženským účelům v Paříži. Tento soupis není vyčerpávající, především co se týče jiných než křesťanských církví. Stavby jsou řazeny podle náboženství a církví a podle obvodů.

## Křesťanství

### Anglikánství
- 7. obvod:
  - Americký kostel v Paříži

- 8. obvod:
  - Americká katedrála v Paříži
  - Anglikánský kostel svatého Michaela

- 16. obvod:
  - Anglikánský kostel svatého Jiří

### Katolicismus
- 1. obvod:
  - Kostel Nanebevzetí Panny Marie
  - Kostel svatého Eustacha
  - Kostel Saint-Germain-l'Auxerrois
  - Kostel svatého Lupa a svatého Jiljí
  - Kostel svatého Rocha
  - Sainte-Chapelle

- 2. obvod:
  - Kostel Notre-Dame-de-Bonne-Nouvelle
  - Bazilika Panny Marie Vítězné

- 3. obvod:
  - Kostel Saint-Denys-du-Saint-Sacrement
  - Kostel svaté Alžběty Uherské
  - Kostel Saint-Nicolas-des-Champs

- 4. obvod:
  - Katedrála Notre-Dame
  - Kostel Notre-Dame-des-Blancs-Manteaux
  - Kostel svatého Gervásia a Protásia
  - Kostel Saint-Louis-en-l'Île
  - Kostel svatého Mederika
  - Kostel svatého Pavla a Ludvíka

- 5. obvod:
  - Katedrála Panny Marie Libanonské
  - Kostel Val-de-Grâce
  - Kostel svatého Efréma Syrského
  - Kostel Saint-Étienne-du-Mont
  - Kostel Saint-Jacques-du-Haut-Pas
  - Kostel Saint-Julien-le-Pauvre
  - Kostel svatého Medarda
  - Kostel Saint-Nicolas-du-Chardonnet
  - Kostel svatého Severína Pařížského

- 6. obvod:
  - Kostel Notre-Dame-des-Champs
  - Klášter Saint-Germain-des-Prés
  - Kostel svatého Ignáce z Loyoly
  - Kostel Saint-Joseph-des-Carmes
  - Kostel svatého Sulpicia
  - Kaple svatého Vincence de Paul

- 7. obvod:
  - Kaple Notre-Dame-du-Bon-Conseil
  - Kaple Notre-Dame-de-la-Médaille-miraculeuse
  - Kaple Dítěte Ježíše
  - Bazilika svaté Klotyldy
  - Kostel svatého Františka Xaverského
  - Kostel Saint-Louis des Invalides
  - Kostel Saint-Pierre-du-Gros-Caillou
  - Kostel svatého Tomáše Akvinského

- 8. obvod:
  - La Madeleine
  - Kaple Panny Marie Utěšitelky
  - Kostel Saint-André-de-l'Europe
  - Kostel svatého Augustina
  - Kostel Saint-Philippe-du-Roule

- 9. obvod:
  - Kostel Panny Marie Loretánské
  - Kostel svatého Evžena a svaté Cecilie
  - Kostel Saint-Louis-d'Antin
  - Kaple svaté Rity
  - Kostel Nejsvětější Trojice

- 10. obvod:
  - Kostel svatého Josefa
  - Kostel svatého Vavřince
  - Kostel Saint-Martin-des-Champs
  - Kostel svatého Vincence z Pauly

- 11. obvod:
  - Kostel Dobrého pastýře
  - Kostel Panny Marie Nadějné
  - Bazilika Panny Marie Věčné pomoci
  - Kostel svatého Ambrože
  - Kostel Saint-Joseph-des-Nations
  - Kostel svaté Markéty

- 12. obvod:
  - Kostel Neposkvrněného početí Panny Marie
  - Kostel Notre-Dame-de-la-Nativité de Bercy
  - Kaple Notre-Dame-de-la-Paix de Picpus
  - Kostel Saint-Antoine-des-Quinze-Vingts
  - Kostel svatého Eligia
  - Kostel svatého Ducha

- 13. obvod:
  - Kostel Panny Marie Čínské
  - Kaple Panny Marie Moudré
  - Kostel Notre-Dame de la Gare
  - Kostel svatého Alberta Velikého
  - Kostel svatého Hippolyta Římského
  - Kostel Saint-Jean-des-Deux-Moulins
  - Kostel svatého Marcela
  - Kostel Sainte-Anne de la Butte-aux-Cailles
  - Kostel svaté Rozálie

- 14. obvod:
  - Kostel Panny Marie Růžencové
  - Kostel Notre-Dame-du-Travail
  - Kostel svatého Dominika
  - Františkánský klášter
  - Kostel Saint-Pierre-de-Montrouge
  - Kaple svaté Jany z Arku

- 15. obvod:
  - Kostel Notre-Dame-de-l'Arche-d'Alliance
  - Kostel Panny Marie Nazaretské
  - Kostel Panny Marie z La Saletty
  - Kostel svatého Antonína Paduánského
  - Kaple Saint-Bernard-de-Montparnasse
  - Kostel Saint-Christophe-de-Javel
  - Kostel Saint-Jean-Baptiste de Grenelle
  - Kostel svatého Jana Křtitele de la Salle
  - Kostel Saint-Lambert de Vaugirard
  - Kostel svatého Lva Velikého

- 16. obvod:
  - Kostel Notre-Dame-de-l'Assomption-de-Passy
  - Kostel Notre-Dame-d'Auteuil
  - Kostel Notre-Dame-de-Grâce-de-Passy
  - Kaple Panny Marie Svátosti
  - Kostel Saint-François-de-Molitor
  - Kostel Saint-Honoré-d'Eylau (starý kostel)
  - Kostel Saint-Honoré-d'Eylau (nový kostel)
  - Kostel Saint-Pierre-de-Chaillot
  - Kostel svaté Jany de Chantal
  - Kostel Neposkvrněného srdce Panny Marie
- 17. obvod:
  - Kostel Panny Marie Soucitné
  - Kostel Sainte-Marie des Batignolles
  - Kostel Saint-Charles-de-Monceau
  - Kostel Saint-Ferdinand-des-Ternes
  - Kostel svatého Františka Saleského
  - Kostel Saint-Joseph-des-Épinettes
  - Kostel Saint-Michel des Batignolles
  - Kostel svaté Otýlie

- 18. obvod:
  - Bazilika Sacré-Cœur
  - Bazilika svaté Jany z Arku
  - Kostel Notre-Dame-du-Bon-Conseil
  - Kostel Notre-Dame de Clignancourt
  - Kostel Saint-Bernard de la Chapelle
  - Kostel Saint-Denys de la Chapelle
  - Kostel Saint-Jean de Montmartre
  - Kostel Saint-Pierre de Montmartre
  - Kostel Sainte-Geneviève des Grandes Carrières
  - Kostel svaté Heleny

- 19. obvod:
  - Kostel Panny Marie Prostřednice všech milostí)
  - Kostel Nanebevzetí Panny Marie v Buttes Chaumont
  - Kostel Notre-Dame-des-Foyers
  - Kostel svaté Kláry
  - Kostel Sainte-Colette-des-Buttes-Chaumont
  - Kostel svatého Františka z Assisi
  - Kostel Saint-Georges de la Villette
  - Kostel Saint-Jacques-Saint-Christophe de la Villette
  - Kostel Saint-Jean-Baptiste de Belleville
  - Kostel svatého Lukáše

- 20. obvod:
  - Kostel Eucharistického Srdce Ježíšova
  - Kostel Notre-Dame-de-la-Croix de Ménilmontant
  - Kostel Panny Marie Lurdské
  - Kostel Notre-Dame-des-Otages
  - Kaple Saint-Charles de la Croix-Saint-Simon
  - Kostel svatého Cyrila a Metoděje
  - Kostel svatého Gabriela
  - Kostel Saint-Germain-de-Charonne
  - Kostel svatého Jana Bosca

### Luteránství
- 4. obvod:
  - Kostel Billettes
- 5. obvod:
  - Evangelický kostel svatého Marcela
- 9. obvod:
  - Kostel Vykoupení
- 11. obvod:
  - Luteránský kostel Bon Secours
- 13. obvod:
  - Luteránský kostel Nejsvětější Trojice
- 15. obvod:
  - Luteránský kostel Zmrtvýchvstání
- 17. obvod:
  - Luteránský kostel Nanebevstoupení
  - Švédský kostel v Paříži
- 18. obvod:
  - Kostel Saint-Paul de Montmartre
- 19. obvod:
  - Luteránský kostel svatého Petra

### Reformované církve
- Reformovaný kostel v Auteuil
- Reformovaný kostel Zvěstování
- Kostel Batignolles
- Reformovaný kostel v Belleville
- Reformovaný kostel Betánie
- Protestantský kostel Étoile
- Kostel Foyer de l'Âme
- Reformovaný kostel svatého Jana
- Reformovaný kostel La Rencontre
- Kostel Maison Fraternelle
- Temple du Marais
- Oratoire du Louvre
- Klášter Penthemont
- Kostel Montparnasse-Plaisance
- Reformovaný kostel Port-Royal
- Protestantský kostel svatého Ducha
- Skotský kostel v Paříži
- Německý evangelický kostel v Paříži
- Evangelický baptistický kostel

### Církev Ježíše Krista Svatých posledních dnů
- 4. obvod:
  - kostel v Rue Saint-Merri 12

- 19. obvod:
  - kostel v Rue de Romainville 66

### Novoapoštolská církev
- kostel v 11. obvod, Rue Trousseau 60

### Křesťanská věda
- 8. obvod:
  - modlitebna v Rue de Turin 8

- 16. obvod:
  - kostel v Boulevard Flandrin 58

### Pravoslaví
- 5. obvod:
  - Farnost Notre Dame Joie des Affligés et Sainte Geneviève
  - Chrám archandělů Michaela, Gabriela a Rafaela

- 6. obvod:
  - Farnost Sainte-Parascève et Sainte-Geneviève

- 7. obvod:
  - Katedrála Nejsvětější Trojice

- 8. obvod:
  - Katedrála Saint-Alexandre-Nevsky

- 9. obvod:
  - Chrám svatého Konstantina a svaté Heleny

- 11. obvod:
  - Rumunská frankofonní farnost

- 13. obvod:
  - Chrám svaté Ireny

- 15. obvod:
  - Chrám Présentation-de-la-Vierge-au-Temple
  - Chrám Serafima Sarovského
  - Katedrála tří svatých Doktorů a svatého Tichona Zadonského
  - Chrám Zjevení Panny Marie

- 16. obvod:
  - Katedrála svatého Štěpána
  - Chrám Všech svatých na Rusi
  - Farnost Zjevení Panny Marie

- 18. obvod:
  - Chrám svatého Sávy
  - Chrám Panny Marie Koptské

- 19. obvod:
  - Chrám svatého Sergeje Radoněžského

### Arménská apoštolská církev
- 8. obvod:
  - Katedrála Saint-Jean-Baptiste

### Arménská katolická církev
- 3. obvod:
  - Katedrála Sainte-Croix-des-Arméniens

### Adventisté sedmého dne
- Kostel ve 13. obvodu, Boulevard de l'Hôpital

### Antoinismus
- Chrám ve 13. obvodu, Rue Vergniaud
- Chrám v 17. obvodu, Passage Roux
- Chrám v 19. obvodu, Rue du Pré-Saint-Gervais

### Pozitivistická církev
- Temple de l'Humanité

## Islám
- 5. obvod:
  - Velká mešita

- 10. obvod:
  - Mešita Ali Ibn Al Khattab
  - Centre culturel islamique
  - Mešita Ali ben abi Taleb
  - Mešita El Fatih

- 11. obvod:
  - Mešita Abou Bakr As Saddiq
  - Mešita Abou Ayoub Al Ansari
  - Mešita Omar Ibn Khattab
  - Mešita Attaqwa
  - Mešita Alhouda

- 12. obvod:
  - Mešita Attawbah

- 13. obvod:
  - Mešita Othman

- 14. obvod:
  - Mešita Maison de Tunisie
  - Mešita Maison du Maroc

- 15. obvod:
  - Mešita Ligue islamique mondiale

- 18. obvod:
  - Mešita Abdel Majid
  - Mešita Khalid Ibn El Walid
  - Mešita Al-Fath

- 19. obvod:
  - Mešita A Daawa

- 20. obvod:
  - Mešita Comoriens

## Judaismus
- Velká synagoga
- Synagoga Adath Israël
- Synagoga Ambroise-Thomas
- Synagoga Belleville
- Synagogue de la rue du Bourg-Tibourg
- Synagoga Buffault
- Synagoga Cadet
- Synagoga Copernik
- Synagoga Dona Isaaca Abravanela
- Synagoga Charlese Lichého
- Synagoga Chasseloup-Laubat
- Synagoga Julien-Lacroix
- Synagoga Kedouchat Levi
- Synagoga Michkenot Israël
- Synagoga Montmartre
- Synagoga Nazareth
- Synagoga Ohalev Yaacov
- Synagoga Ohel Abraham
- Synagoga Pavée
- Synagoga Rashi
- Synagoga Rosiers (dům č. 17)
- Synagoga Rosiers (dům č. 25)
- Synagoga Saint-Lazare
- Synagoga Saint-Isaure
- Synagoga Saules
- Synagoga Secrétan
- Synagoga Tournelles
- Synagoga Vauquelin

## Buddhismus
- Pagoda Vincennes ve 12. obvodu
- Kagyu-Dzong ve 12. obvodu
- Dvě pagody v Asijské čtvrti ve 13. obvodu

## Hinduismus
- Chrám Sri Manika Vinayakar Alayam v 18. obvodu